# WS-I
Dentro de la arquitectura SOA para la implementación de Servicios Web, la interoperabilidad es tal vez el principio más importante. Como método de implementación de SOA, Web Services debe ofrecer importantes beneficios de interoperabilidad, y permitir la ejecución de servicios Web distribuidos en múltiples plataformas de software y arquitecturas de hardware.
Mientras que el trabajo en el W3C se centra en las nuevas versiones de las especificaciones del núcleo de los servicios Web, existe otra organización independiente que está prestando más atención a la interoperabilidad.
La Organización para la Interoperabilidad de Servicios Web (Web Services Interoperability Organization) es un esfuerzo de la industria en este sentido. Su objetivo es fomentar y promover la Interoperabilidad de Servicios Web (Web Services Interoperability - WS-I) sobre cualquier plataforma, sobre aplicaciones, y sobre lenguajes de programación. Su intención es ser un integrador de estándares para ayudar al avance de los servicios web de una manera estructurada y coherente. La WS-I ha organizado los estándares que afectan a la interoperabilidad de los servicios web en una pila basada en funcionalidades.
Hay varios estándares que necesitan ser coordinados para llevar a buen término las cuestiones de interoperabilidad de servicios. Dichos estándares se están desarrollando en paralelo y de manera independiente. Para superar estas cuestiones, la WS-I ha desarrollado el concepto de 'perfil' (profile) La WS-I define un perfil como:

Un conjunto de definiciones/especificaciones comúnmente aceptadas por la industria y a partir del apoyo a estándares basados en XML, junto con un conjunto de indicaciones que recomiendan cómo se deben usar las especificaciones para desarrollar servicios web interoperables entre sí.

Dado que dicha organización, de carácter abierto, está compuesta por las principales compañías de desarrollo de software, como IBM, Microsoft o Sun Microsystems, hay un claro compromiso por incluir todos estos estándares en el mundo de la programación actual y futura.

## Estándares de Perfiles
- WS-I Basic Profile
- WS-I Basic Security Profile